# Caravelă

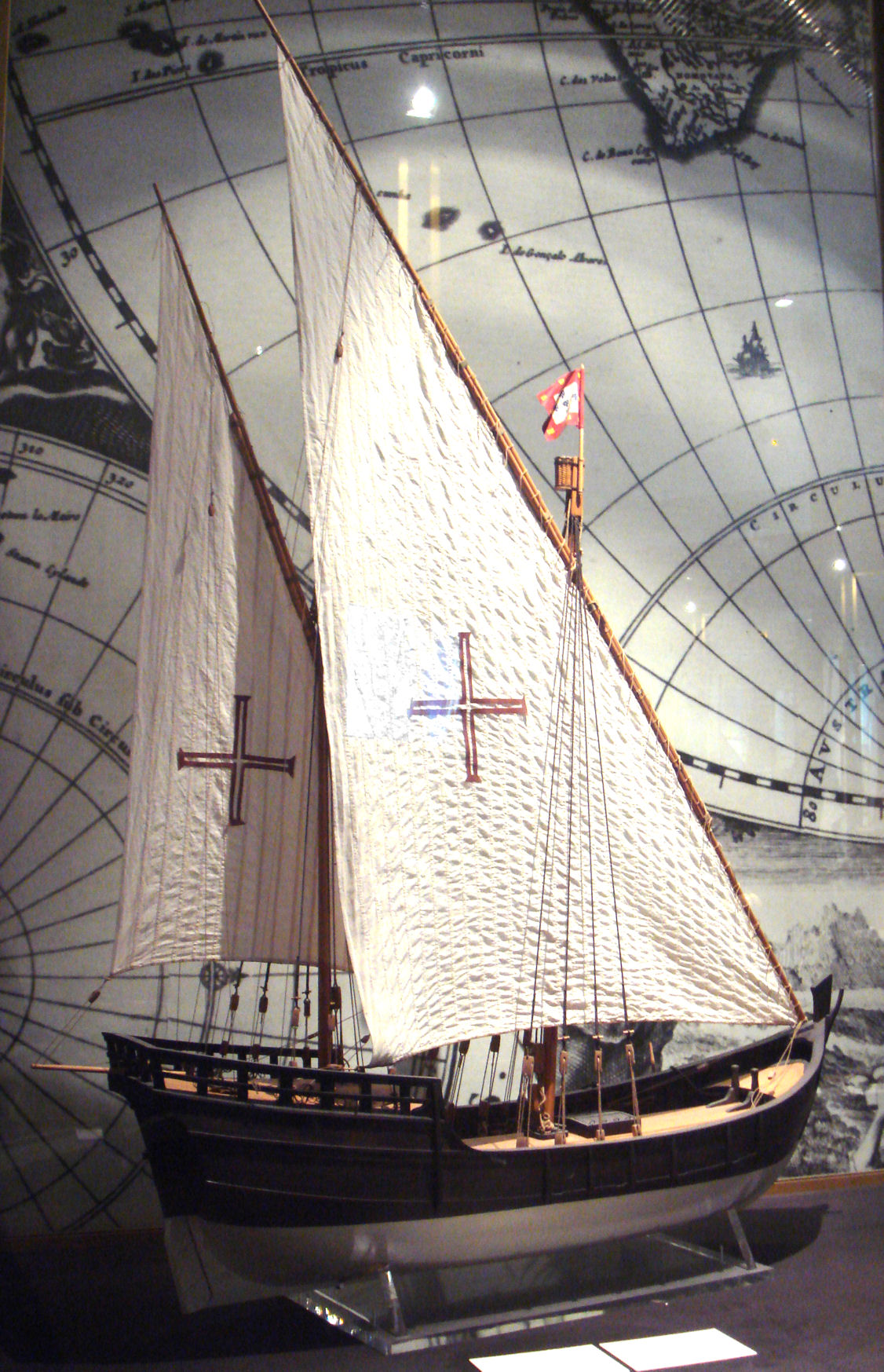
Caravelă portugheză cu crucea Ordinului lui Hristos (ordin cavaleresc portughez)

Caravela a fost o navă cu pânze, de mici dimensiuni, rapidă și foarte manevrabila, dezvoltată de portughezi în secolul al XV-lea. A fost folosită în timpul marilor descoperiri geografice (de exemplu, de portughezii Bartolomeo Diaz, Vasco da Gama și expediția spaniolă Cristofor Columb - cu navele Nina și Pinta).

Primele caravele aveau aproximativ 20-30 de metri lungime și cântăreau între 50 și 150 de tone. Viteza lor era în jur de 5-8 noduri (aproximativ 10 km/h).

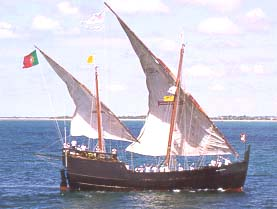
Caravelă portugheză cu vela latina

Caravela a fost proiectată după modelul bărcilor pescarilor portughezi, care erau folosite în Oceanul Atlantic, unde vânturile și curenții puternici necesitau nave adaptate cu abilitați bune de navigație. Navele folosite până atunci, mai ales în Mediterana, se pretau mărilor liniștite cu vreme însorită și vânturi line, se naviga mai ales în apropierea țărmurilor și nu puteau fi folosite în condițiile aspre de pe ocean.
O caracteristică importantă a lor este "vela latina", pânza triunghiulară care permitea navigarea în orice direcție față de vânt. Navigarea împotriva vântului se făcea în volte. Nava putea înainta aproape pana la 50 grade față de direcția de unde bate vântul, și apoi face un zigzag pentru a menține direcția. Chiar dacă vela latina nu putea beneficia de întreaga forță a vântului atunci când acesta bătea din pupa, vânturile mai puternice de pe ocean compensau acest lucru. 
La început caravelele aveau 2 sau 3 catarge, mai târziu ajungând chiar la 4, unele din ele dotate cu pânze dreptunghiulare pentru a capta mai bine vântul din pupa, caz în care erau numite "caravela redonda". (Pânzele dreptunghiulare se mai numeau "vela redonda", după forma pe care le-o dă vântul.)
Regele Portugaliei, Henric Navigatorul, a fost cel care a încurajat și finanțat construcția acestor nave la dimensiuni tot mai mari, destinate călătoriilor lungi.
Caravela a fost nava care a făcut posibile descoperirile geografice, comerțul cu mirodenii și alte bunuri, iar în cele din urmă la creșterea imperiilor maritime ale Portugaliei și Spaniei.
Pentru a rezolva aceste neajunsuri, ele au fost înlocuite mai târziu cu o navă mai mare, mai puternică, dar inspirată de modelul caravelei și care avea sa domine mările lumii pentru mai mult de o suta de ani: galionul.